# Executive Order 6102

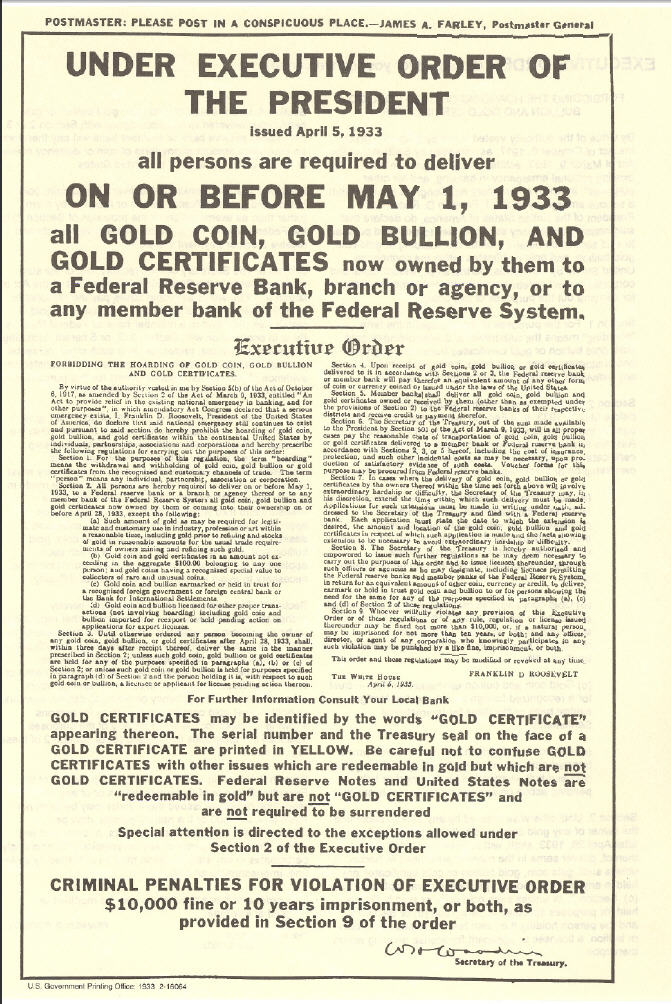
Affiche de l’ordre exécutif 6102.

L'Executive Order 6102 est un ordre exécutif signé le 5 avril 1933 par le président des États-Unis Franklin D. Roosevelt dans le cadre de sa politique de New Deal. En pleine Grande Dépression, le gouvernement exigea ainsi par cette loi la remise d'une grande partie de l'or détenu par des particuliers. Ce décret s'inscrit dans le prolongement de l’Emergency Banking Relief Act.
La Gold Reserve Act signée le 30 janvier 1934 renforce encore cette prérogative.

## Loi et conséquences
Le décret présidentiel exécutif dispose que chaque citoyen doit remettre à la Réserve fédérale, pièces d'or, lingots d'or, et certificats ou titres rattachés à de l'or à compter du 5 avril et jusqu'au 5 mai 1933 : au-delà de cette date, la détention de tels effets est passible de pénalités, pouvant aller jusqu'à 10 ans de prison et une amende de 10 000 dollars (soit douze fois le salaire annuel moyen). Ces peines ont été appliquées, mais à de rares et notables occasions.
Le décret prévoit trois types d'exceptions : la détention d'or destiné à « l'usage professionnel » (entre autres l'artisanat d'art, la joaillerie, la dentisterie, l'électricité et la mécanique) ; celle incluse dans des collections de type numismatique ; et enfin que chaque foyer fiscal pouvait conserver un maximum de 100 $ en pièces d'or soit l'équivalent de 5 ozt (160 g).
Selon les statistiques rapportées par Milton Friedman et Anna Schwartz dans leur essai A Monetary History of the United States, 1867-1960, sur une estimation de 13,9 millions d'onces d'or (432 tonnes) détenues par des particuliers avant le décret, 21,9 % ont été remis au 1er janvier 1934 aux autorités.
Passé le 5 mai 1933, les citoyens américains sont tenus de ne faire usage, pour tout type de transactions, que des billets de la Réserve fédérale des États-Unis. La Cour suprême entérine la loi en 1934. Certains mouvements conservateurs voient dans cette loi une usurpation du droit à la propriété privée.
L'usage et la détention d'espèces métalliques à des fins de thésaurisation en or étant illégales, la production de telles pièces par la United States Mint, dont celle du Double Eagle de 1933, s'arrête. La quasi-totalité du tirage est refondue et transformée en lingot. De très rares exemplaires à ce millésime ont échappé à cette refonte.

## Suite et abrogation
Les règlements prescrits dans l'ordre 6102 ont été modifiés par le décret 6111 du 20 avril 1933, tous deux ont finalement été remaniés et remplacés par les décrets 6260 et 6261 des 28 et 29 août 1933 : le décret dans son esprit reste le même.
Le Gold Reserve Act de 1934 conduit, entre autres, à dévaluer le dollar par rapport à son fixing-or : le taux officiel de $ 20,67 passe à $ 35 l'once. Ce taux est resté en vigueur jusqu'au 15 août 1971, lorsque le président Richard Nixon annonce que les États-Unis ne convertiraient plus les dollars en or à une valeur fixe, abandonnant ainsi l'étalon-or.
Le décret de 1933 a été assoupli plusieurs décennies plus tard. Ainsi, la propriété privée des certificats d'or a été légalisée en 1964. Le président Gerald Ford autorise l'achat et la possession d'or par des particuliers au sein des frontières américaines, et sous réserve de certaines quantités, en signant le décret P.L. 93-373 le 31 décembre 1974.

## Lois comparables dans d'autres pays
Dans l'Italie fasciste, le 18 décembre 1935, est organisée la collecte auprès de tous les citoyens de l'or détenu à titre privé. Appelée Giornata della Fede, date oro alla Patria (« Jour de la foi, donnez l'or à la Patrie »), cette opération s'appuie sur un décret exécutif.
En France, le 1er octobre 1936, le gouvernement français interdit le commerce de l'or et les propriétaires de plus de 200 grammes d'or sont obligés de les céder au prix d'achat à la Banque de France ; seules 87 tonnes sont récupérées et un décret du 17 février 1937 assimile la détention d'or à de la contrebande. Mais dès le 9 mars 1937 la détention et le commerce de l'or redevenaient libres.
En Australie, la partie IV de la Banking Act 1959 permet au gouvernement du Commonwealth de saisir l'or de citoyens privés en échange de la monnaie-papier où le Gouverneur général d'Australie « est convaincu qu'il est opportun de le faire, pour la protection de la monnaie ou du crédit public du Commonwealth ». Le 30 janvier 1976, le fonctionnement de cette partie a été suspendu.